# くまこう
くまこうは、 日本の漫画家。男性。

## 特徴
『COMICポプリクラブ』誌の第38回ポプリ大賞の佳作でデビュー。『COMICポプリクラブ』誌、およびその姉妹誌『コミックPフラート』に作品を発表していた。可愛らしい絵柄と濃厚なエロ描写が特徴。比較的コミカルな作風。作画の際にはヘッドフォンを多用しており、明るく楽しい漫画を描くことを心がけているようである。ネットを楽しむのが趣味だという。
作品が掲載されなくなった後も、ポプリ大賞の原稿募集のページに宣伝用のカットが掲載されていた。

## 作品リスト

### 単行本
1. 『CARAMEL BOX』 2009年6月25日発売[4]、マックス〈ポプリコミックス〉、ISBN 978-4-86379-001-8
  - 「Sugarless girl」 （COMICポプリクラブ 2007年10月号）
  - 「ただいま入浴中」 （COMICポプリクラブ 2007年12月号）
  - 「お嬢様のお気に入り!」 （COMICポプリクラブ 2008年3月号）
  - 「彼女の秘密」 （COMICポプリクラブ 2008年5月号）
  - 「おねーちゃんはがんばる」 （COMICポプリクラブ 2008年7月号）
  - 「SEASONS」 （COMICポプリクラブ 2008年8月号）
  - 「HAPPY COOK」 （COMICポプリクラブ 2008年10月号）
  - 「幸福的遊戯」 （COMICポプリクラブ 2008年11月号）
  - 「ほんとはずっと…」 （COMICポプリクラブ 2009年1月号）
  - 「トナリのサカキさんのこと」 （COMICポプリクラブ 2009年2月号）
  - 「だんなさまごっこ」 （COMICポプリクラブ 2009年4月号）
2. 『Strawberry Pink』 2012年8月23日発売[5]、マックス〈ポプリコミックス〉、ISBN 978-4-86379-076-6
  - 「けものみみ神社にいらっしゃい」 （コミックPフラート VOL.17〈コミックポプリクラブ2012年6月号増刊〉）
  - 「ちょっと過激な!」 （コミックPフラート VOL.2〈コミックポプリクラブ2009年12月号増刊〉）
  - 「今日は私がサンタさん」 （コミックPフラート VOL.15〈コミックポプリクラブ2012年2月号増刊〉）
  - 「あだるとおんりー」 （コミックPフラート VOL.14〈コミックポプリクラブ2011年11月号増刊〉）
  - 「うさぎとオオカミ」 （コミックPフラート VOL.13〈コミックポプリクラブ2011年10月号増刊〉）
  - 「雨、ときどき」 （コミックPフラート VOL.12〈コミックポプリクラブ2011年8月号増刊〉）
  - 「放課後ミルクティ」 （コミックPフラート VOL.10〈コミックポプリクラブ2011年4月号増刊〉）
  - 「早起きのあとは…」 （コミックPフラート VOL.11〈コミックポプリクラブ2011年6月号増刊〉）
  - 「S×H」 （コミックPフラート VOL.1〈コミックポプリクラブ2009年10月号増刊〉）
  - 「シャッターチャンス」 （COMICポプリクラブ 2008年12月号）
  - 「けものみみ神社にいらっしゃい2」 （描き下ろし）

### 未収録作品
- 渚にまつわるエトセトラ （COMICポプリクラブ 2007年8月号）
- 妄想注意報 （COMICポプリクラブ 2008年9月号）
- 小悪魔sweet 前・中・後編 （コミックPフラート VOL.7 - VOL.9〈コミックポプリクラブ2009年10月号増刊、12月号増刊、2010年2月号増刊〉）
- ナースなお仕事 （コミックPフラート VOL.19〈コミックポプリクラブ2012年10月号増刊〉）[注 1]
- 珈琲ふわふわ （コミックPフラート VOL.22〈コミックポプリクラブ2013年4月号増刊〉）